# Charles de Broich
Charles Henri de Broich (Soers, 2 mei 1765 - Montzen, 5 november 1831) was een Duits-Nederlands-Belgisch edelman.

## Levensloop
Broich was van Duitse adel. Hij was een zoon van Werner Edmond von Broich und Soersen en van Dorothea van Hertwich en Broeck, erfdame van Kasteel Broich.
Charles erfde onder het ancien régime de heerlijkheid Broich. In 1816 werd hij ingelijfd in de erfelijke adel van het Verenigd Koninkrijk der Nederlanden met de titel baron, overdraagbaar op alle afstammelingen. Hij werd tevens benoemd tot lid van de Ridderschap van de provincie Luik. 
Door zijn huwelijk burgerde hij volledig in in de Zuidelijke Nederlanden en  woonde hij meer bepaald in het Limburgs (platdiets) dorp Montzen, even ten zuiden van de Voerstreek, in Kasteel Broeck, dat de naam Kasteel Broich kreeg. Hij werd lid van de Provinciale Staten voor de provincie Luik en curator van de Rijksuniversiteit Luik. Aan deze universiteit waren heel wat Duitse hoogleraren verbonden.
In 1789 was hij getrouwd met barones Anne-Louise de Sluse (Luik, 23 maart 1763 - Montzen, 18 augustus 1834), dochter van de heer van Hoepertingen, baron Jean-Ferdinand de Sluse, burgemeester van Luik en van Marie-Anne de Hayme.
Het echtpaar had zes kinderen, die hoofdzakelijk in en rond Montzen bleven wonen. Onder hen: 
- Baron Louis Ferdinand de Broich (1790-1883), die trouwde met Flore Pollart (1803-1849). Hij was officier in de legers van Napoleon I en van het Verenigd koninkrijk der Nederlanden.
- Baron Eduard de Broich (1791-1878), was burgemeester van Montzen.
- Carl-Arnold von Broich (1797-1873), was burgemeester van Richterich en Laurensberg. 
  - Een zoon van hem was baron Carl von Broich (1835-1907), die burgemeester was van Richterich en Pannesheide. Hij trouwde met Anna Francisca Bruls (1856-1925) en ze hadden vier kinderen. 
    - Julia de Broich (1880-1947), trouwde in 1908 met Josef Ponten (1883-1940). Hij was een in de jaren na de Eerste Wereldoorlog succesvol romancier, die vriend werd met de latere Nobelprijswinnaars Thomas Mann (1875-1955) en Hermann Hesse (1877-1962). Deze vriendschappen verdampten toen Ponten zich iets te welwillend ging opstellen tegenover het nationaalsocialistisch regime, ook al was dit alleen maar om den brode en werd hij nooit een partijlid.
    - Carl Hubert de Broich (Richterich, 1885 - Montzen, 1973) trouwde met Lucie de Spirlet (1881-1924) en vervolgens met Natalie Burens (1905-1990).
      - Carl Arnold de Broich (°Richterich, 1935), trouwde met barones Benedicte de Villenfagne de Vogelsanck (°1948), dochter van de burgemeester van Zolder, met verdere afstamming.